# Allium scabriscapum
Allium scabriscapum — вид трав'янистих рослин родини амарилісові (Amaryllidaceae), поширений у Західній і Середній Азії.

## Опис
Цибулина довгаста, діаметром 2.5–6 x 1.2–1.5 см, зовнішні оболонки коричневі, густо волокнисто-сітчасті. Стебло 15–50 см, дрібно ребристе. Листків 4–6, плоскі, 2–5 мм завширшки, голі або лускаті на краю, сірувато-зелені. Зонтик напівсферичний або частіше кулястий, діаметром 3–4.5 см, багатоквітковий, досить розлогий, крихкий. Оцвітина широко дзвінчаста; сегменти яскраво-жовтого кольору з зеленим серединною жилкою, сухі білясті, еліптичні, 4–5 мм, тупі. Тичинки завдовжки з оцвітину або дещо коротші. Коробочка стиснено-куляста, ≈5 мм, коричнева

## Поширення
Поширений у Західній і Середній Азії: Іран, Ірак, Туреччина, Азербайджан, Таджикистан, Туркменістан та Узбекистан, Вірменія.